# بيترو بالارد
بيترو بالارد (بالفرنسية: Simone Ballard)‏ هي مغنية أوبرا فرنسية، ولدت في 1897 في باريس في فرنسا، وتوفيت في 1974.

## وصلات خارجية
- بيترو بالارد على موقع ميوزك برينز (الإنجليزية)